# 膳所本町站
膳所本町站（日语：／ Zeze-hommachi eki */?）是位於滋賀縣大津市膳所二丁目，京阪電氣鐵道的石山坂本線停留場。車站編號為OT07。

## 歷史
- 1913年（大正2年）
  - 3月1日 - 大津電車軌道大津站（現時：琵琶湖濱大津站）至膳所站之間開通，膳所站啟用[1][2][5]。
  - 5月1日 - 此站至別保站（現時：粟津站）之間開通[6][5]。
- 1927年（昭和2年）1月21日 - 公司合併後，成為琵琶湖鐵道汽船車站[5][6]。
- 1929年（昭和4年）4月11日 - 公司合併後，成為(舊)京阪電氣鐵道石山坂本線的車站[5][6]。
- 1936年（昭和11年）10月10日 - 路線名稱改為石山坂本線[5]。
- 1937年（昭和12年）8月20日 - 車站改名為膳所本町站[2]。
- 1943年（昭和18年）10月1日 - 公司合併後，成為京阪神急行電鐵（現時：阪急電鐵）的車站[5][7]。
- 1949年（昭和24年）12月1日 - 公司分離後，成為(新)京阪電氣鐵道的車站[5][7]。

## 車站構造
車站是一座地面車站，設有2面2線的相對式月台。車站大樓（閘口）位於石山寺方向月台靠近石山寺一方，對面為坂本方向月台，兩月台之間設有站內平交道。從前月台上設有PiTaPa（ICOCA）專用出入閘機。在2013年4月起引入支援IC卡與車票的自動閘機。
平日早上設有職員當值。

### 月台
| 月台         | 路線        | 上下行 | 方向                                                                             | 備註                               |
| ------------ | ----------- | ------ | -------------------------------------------------------------------------------- | ---------------------------------- |
| 車站大樓一方 | ▼石山坂本線 | 上行   | 石山寺方向                                                                       |                                    |
| 車站大樓對面 | ▼石山坂本線 | 下行   | 琵琶湖濱大津、京阪大津京、坂本比叡山口方向 ▲京津線（ 地下鐵東西線 三條京阪）方向 | 京津線需要在琵琶湖濱大津站轉乘列車 |

※月台可容納2卡列車。在旅客資訊上沒有編排月台編號。

## 車站周邊
- 滋賀縣立膳所高等學校（日语：滋賀県立膳所高等学校）
- 膳所神社（日语：膳所神社）[11]
- 京都信用金庫（日语：京都信用金庫）膳所分店
- 滋賀銀行（日语：滋賀銀行）膳所分店
- 關西未來銀行（日语：関西みらい銀行）膳所分店
- 膳所城跡公園[11]
- 六體地藏
- 大津市生涯學習中心　
  - 大津市科學館（日语：大津市科学館）
- 大津市膳所分所

## 相鄰車站
京阪電氣鐵道
▼石山坂本線
中之庄（OT06）－膳所本町（OT07）－錦（OT08）

## 注腳
1. 1 2 3 4  川島 2009，第55頁.
2. 1 2 3  寺田 2013，第277頁.
3. ↑  大津市統計年鑑
4. ↑  停車站資訊圖 （页面存档备份，存于）（日語） - 京阪電氣鐵道
5. 1 2 3 4 5 6 7  高橋 2017，第28頁.
6. 1 2 3  寺田 2013，第276頁.
7. 1 2  寺田 2013，第275頁.
8. ↑  川島 2009，第12頁.
9. ↑  大津線駅係員配置時間 （页面存档备份，存于）（日語） - 京阪電氣鐵道
10. ↑  寺田 2013，第133頁.
11. 1 2  . 日本經濟新聞. 2017-10-11  [2021-09-20]. （原始内容存档于2021-09-21） （日语）.

## 外部連結
- 膳所本町 - 京阪電氣鐵道